# Gunnar Gerdner
Gunnar Gerdner, född 18 maj 1913 i Jönköping, död 16 augusti 1964 i Mölndal, var en svensk statsvetare.
Gunnar Gerdner var son till grosshandlaren Gustaf Gerdner. Efter studentexamen vid Jönköpings högre allmänna läroverk 1933 inskrevs han vid Uppsala universitet, där han kom att välja statsvetenskap som sitt främsta ämne, och blev filosofie kandidat 1939. Gerdner var därefter amanuens och bibliotekarie vid seminariet för statskunskap 1941–1946.
Gerdner var en engagerad liberal och kom under inflytande från Axel Brusewitz att intressera sig för parlamentarismens genombrott inom svensk politik. Hans första vetenskapliga arbete från 1944 var en uppsats om regeringen Edén och författningsrevisionen 1918 och den snabba demokratiseringen som skedde under inflytande av världshändelserna. I sin doktorsavhandling 1946 behandlade han åter utvecklingen under regeringen Edén och Brantings efterföljande första regering. Avhandlingen ledde till en docentur i statsvetenskap vid Uppsala universitet Gerdner innehade till 1962. Han var även lärare i stats- och samhällslära för officerskurser vid Flygkadettskolan 1946–1949, samt sekreterare i Statsvetenskapliga föreningen 1946.
Gerdner fortsatte sina studier om minoritetsparlamentarismens framväxt 1954 med Parlamentarismens kris i Sverige vid 1920-talets början. Här behandlar han experimentet med fackmannaministärer under regeringen De Geer den yngre och dennas rekonstruktion som regeringen von Sydow och återgången till en politisk regering med Brantings andra regering.
Gerdner var 1956–1962 lektor vid Uppsala enskilda läroverk och blev 1962 universitetslektor vid Göteborgs universitet. Alldeles före sin död förberedde han ett arbete om det svenska regeringsproblemet och hade även samlat data till ett danskt riksdagsskick.